# Ozero Domzjeritskoje
Ozero Domzjeritskoje (ryska: Озеро Домжерицкое) är en sjö i Belarus.   Den ligger i voblasten Vitsebsks voblast, i den norra delen av landet, 110 km nordost om huvudstaden Minsk. Ozero Domzjeritskoje ligger 157 meter över havet. Arean är 1,6 kvadratkilometer. Den sträcker sig 1,8 kilometer i nord-sydlig riktning, och 1,6 kilometer i öst-västlig riktning.
I omgivningarna runt Ozero Domzjeritskoje växer i huvudsak blandskog. Runt Ozero Domzjeritskoje är det ganska glesbefolkat, med 24 invånare per kvadratkilometer.